# Leandro Somoza
Leandro Daniel Somoza (Buenos Aires, 26 januari 1981) is een Argentijns voormalig voetballer die doorgaans speelde als middenvelder. Tussen 2001 en 2018 speelde hij voor Vélez Sarsfield, Villarreal, Real Betis, Vélez Sarsfield, Boca Juniors, Lanús, Vélez Sarsfield en Aldosivi. Somoza maakte in 2006 zijn debuut in het Argentijns voetbalelftal en kwam uiteindelijk tot vier optredens.

## Clubcarrière
Bij Vélez Sarsfield startte Somoza in 2001 zijn carrière. Hij zou uiteindelijk vijf jaar bij die club spelen. In 2006 vertrok hij naar het Spaanse Villarreal, waar hij voor vijf jaar tekende. Bij Villarreal wam hij meerdere landgenoten tegen, zoals Juan Román Riquelme, Gonzalo Javier Rodríguez, Rodolfo Arruabarrena en Fabricio Fuentes. Somoza speelde er echter maar één seizoen, aangezien hij in 2007 voor één seizoen gestald werd bij Real Betis. In 2008 keerde hij terug naar Vélez, maar in 2011 tekende de middenvelder bij Boca Juniors. In 2013 verkaste Somoza naar Lanús. Anderhalf jaar later keerde hij terug naar Vélez Sarsfield, waar hij begon aan zijn derde periode. Tot aan 2017 stond de middenvelder bij die club onder contract. Aan het begin van dat jaar verliet hij Vélez. Na een halfjaar vond de Argentijn in Aldosivi een nieuwe club. Een jaar later zette hij een punt achter zijn actieve loopbaan.

## Interlandcarrière
Somoza maakte zijn debuut in het Argentijns voetbalelftal op 10 oktober 2006, toen er met 2–1 verloren werd van Spanje. De middenvelder moest op de bank beginnen en viel tijdens de rust in voor Lucho González.
| Interlands van Leandro Somoza voor Argentinië | Interlands van Leandro Somoza voor Argentinië | Interlands van Leandro Somoza voor Argentinië | Interlands van Leandro Somoza voor Argentinië | Interlands van Leandro Somoza voor Argentinië | Interlands van Leandro Somoza voor Argentinië | Interlands van Leandro Somoza voor Argentinië |
| №                                             | Datum                                         | Wedstrijd                                     | Uitslag                                       | Competitie                                    | Goals                                         |                                               |
| Als speler bij Villarreal                     | Als speler bij Villarreal                     | Als speler bij Villarreal                     | Als speler bij Villarreal                     | Als speler bij Villarreal                     | Als speler bij Villarreal                     | Als speler bij Villarreal                     |
| --------------------------------------------- | --------------------------------------------- | --------------------------------------------- | --------------------------------------------- | --------------------------------------------- | --------------------------------------------- | --------------------------------------------- |
| 1                                             | 10 oktober 2006                               | Spanje – Argentinië                           | 2 – 1                                         | Vriendschappelijk                             |                                               |                                               |
| Als speler bij Boca Juniors                   |                                               |                                               |                                               |                                               |                                               |                                               |
| 2                                             | 20 september 2012                             | Brazilië – Argentinië                         | 2 – 1                                         | Vriendschappelijk                             |                                               |                                               |
| 3                                             | 12 oktober 2013                               | Argentinië – Peru                             | 3 – 1                                         | WK 2014 kwalificatie                          |                                               |                                               |
| 4                                             | 16 oktober 2013                               | Uruguay – Argentinië                          | 3 – 2                                         | WK 2014 kwalificatie                          |                                               |                                               |